# 陕北石油事件
陕北石油事件也称陕北石油案、陕北油田事件、陕北民营石油事件等，指2003年陕西省榆林市靖边县人民政府以依据国家规定为由将原由民营资本经营的陕北几千口油井资产“收归国有”，而引发的地方政府与民营企业主的纠纷。在油井价值评估上，地方政府同民营企业主差距很大，双方由此产生争议。遭受损失的部分陕北民营石油企业，开始寻求通过法律手段维护自己的权益，但遭遇想像不到的困难。

## 背景
历史上陕北油田由于地质构造原因，开采成效甚微。1994年4月13日，中国石油天然气总公司和陕西省人民政府签订了《关于开发陕北地区资源的协议》,在这个协议中从中国石油天然气总公司陕西下属单位划出约大片油田区域交由所在地、市、县组织开发，各县由于缺乏资金和技术，可采用招商引资、出让井位的方式，引进联营单位参与石油开发，其中包括私营企业。由于地方各县钻采公司大都已严重亏损、破产，地方政府便出台“谁投资谁受益”的优惠政策，吸引了大批投资商来陕北投资开发石油资源。地方政府给投资者办理了可以直接从事石油开采的营业执照和相关手续，与县政府签订了《合作开发石油资源合同书》，合作年限8年、10、15年不等，甚至到井乾。
投资者的灵活商业路线使得陕北油田的石油开发取得突破，使得石油工业成为当地发展最快的行业，油区各县财政收入迅速增加，定边、靖边、横山三县财政收入的约90%来自石油，石油产业形成支柱产业。在这种情况下，中国石油天然气总公司、地方政府和民营石油企业主在资源争夺、利益上产生矛盾并加剧。
1999年5月，国务院办公厅《转发国家经贸委等部门关于清理整顿小炼厂和规范原油成品油流通秩序意见的通知》，明确要求对没有采矿许可证的采油场点一律予以取缔。同年10月，国家经贸委等5部委和陕西省政府在对陕北石油资源开发状况进行调研后《关于陕北地区石油开采秩序情况调查的报告》，经国务院以国经贸石油（1999）1239号文转发。文件里明确“坚决停止和纠正允许投资商参与石油开采活动的做法，正在进行的非法开采活动，必须立即停止，凡侵权开采、侵权占区块和油井的单位和个人，要责令立即退出，并将侵权侵点的油井、区块无偿交还矿业权人”；“对各县钻采公司的联营单位，进行全面清理，并根据联营单位的不同情况采取划转、收购、兼并、资产入股等多种方式进入陕西省延长石油工业集团，实行统一管理”。
即使这样，各地方政府依然允许着民营对石油开采的进入。从2000年3月起，各县大量审批、卖出区块，和联营公司签订给予投资者更加优惠条件的开发协议，展开新一轮的石油开采的高潮。
2002年9月11日，国家经贸委、监察部等有关部门到陕西，要求立即收回原招商引资联合开发油井的所有权、经营管理权和收益权。收回民营石油资产势在必行，在归属上中国石油天然气总公司和陕西省人民政府展开争夺。
在中石油的长庆油田与一些民营企业谈判收购条件时，陕西省政府运用行政能力，在2003年3月起开始强制收回民营石油资产。陕西省政府石油整顿办公室给榆林市政府所发［2003］003号文即《关于采取果断措施彻底收回联营单位油井收益权的紧急通知》指出:"为了实现省政府确定和省内地方企业重组的目标，彻底收回联营单位所打油井的收益权，你市立即对联营单位所打油井收益权的收回情况进行一次全面检查，查清没有收回的原因和责任，总结经验教训，采取果断措施，下决心于2003年5月底以前全部彻底收回"。

## 民营石油资产收回
- 2003年3月13日，延安市安塞县人民政府张贴《关于收回原联营单位个人投资油井收益权的通告》，宣布从3月16日至24日收回个人投资油井。
- 3月14日，安塞县投资人委托北京广住律师事务所以李纲为首的七名律师向安塞县政府、榆林市政府递交《法律意见书》，未果。
- 3月16日，延安市安塞县政府发了“收回油井收益权采取先收井、后算账再解决遗留问题的办法，各投资人不得以任何理由拒绝交井”的通告。
- 4月15日，延安200多名赴京上访者代表，经国家信访局组织与赴京6名延安官员座谈。
- 5月12日，安塞县政府由县委书记带队，出动便衣警察（公安、武警、检察院、法院法警）200多人、县钻采公司“棒子队”（携带木棒的准武装组织）100多人，和投资人以及要求偿还欠款的当地农民400多人形成对阵。双方发生激烈冲突，公安共抓捕了50多人，其中8人以“哄抢国家财产，妨碍公务”罪名正式被逮捕。
- 5月13日，榆林市石油清理整顿小组召开专题会议。
- 5月23日，榆林市相继发出彻底收回原招商引资开发油井“三权”（经营权、所有权、收益权）的号令，定边县在彻底收回油井“三权”的文件中说：“坚决、彻底、全面地接管油井，确保5月底完成我县石油行业资产归并重组工作”。
- 5月28日，安塞县将四十几位石油投资人游街示众，召开批斗大会，同时宣布正式逮捕高智、高有等15人。
- 5月29日，榆林市政府发出《关于明确收回油井三权有关工作标准的紧急通知》要求：“原投资者限期退离井场，政府接管油井后，原投资者及其雇用人员必须一律限期退离油井，不得参与任何形式的生产经营管理活动”。
- 6月3日至4日，约4000多投资者到靖边县政府请愿，靖边县政府答应给投资者一定的补偿。
- 6月7日，靖边县抽调党政机关1600名干部上山，由公检法人员保驾护航，全面接管民营油井。
- 6月14日，榆林市发出一份榆政发[2003]55号文件《榆林市人民政府关于印发全市收回油井三权调度会议纪要和王斌副市长在会议上讲话的紧急通知》，要求各县政府及有关部门“一定要先接管，后算帐，一次清算，一步到位，原投资者彻底退出，严格执行无偿收回政策，凡投资满5年，或负收益，或新投资油井以及投资收回的油井必须无偿，无条件全部收回”。“公、检、法、司要切实肩负起维权护法的职责，对于在收回油井“三权”的过程中可能出现的各种非法集会和上访活动，一要毫不畏惧，二要坚决反对。”会议提出要“破釡沉舟，背水一战”。
- 6月15日，靖边县4000多人到县政府请愿。同时从当日开始，定边、靖边、横山县联营企业的投资者开始陆续上西安上访。靖边县政府抓捕石油企业主15名。
- 6月中下旬，榆林市各县都组织了大量干部抢占油井，仅靖边县就组织了1600多人的干部队伍，加上各种警察共计2000多人。他们开进产油区，驱逐看井人，稍有不服从者，就会被铐走关押。光是靖边县就有30多位民营投资人被关押。
- 6月28日，定边县定于28日下午3时由县钻采公司进驻井场，接管油井。在100多名县级干部的配合下，要求公、检、法、司所有在机关的干警共500多名，以及110巡警、交通警察、武警全部出动。官方和在开往油区的张天渠、店房洼、樊学、姬塬等油区的近数千名群众发生严重对峙，堵截的车辆达1公里之长，双方对恃10多个小时。
- 6月29日

- 凌晨3点，陕西省榆林市派出了200多名武装警察，他们荷枪实弹，在公安人员的配合下，当场拘捕12名群众，拖走几十辆汽车，打开通往油区的通道，砸烂各油井大门的门锁，撞入井场，占领了油井。
- 在北京香格里拉饭店，全国民（私）营经济研究会和北京开达经济学家咨询中心针对"陕西石油事件"召开了"如何维护民营经济合法权益研讨会"，于光远、萧灼基、茅于轼等二十多位著名经济学家出席会议并发言，与会的还有二十多家媒体。

- 7月1日，何伟、茅于轼、保育钧、晓亮、杜钢建、顾海兵6位教授联名给人大常委会首次上书。
- 7月10日，省长贾治邦主持召开紧急会议，要求加大油井回收力度，同时放弃了原来的“坚持无偿收回原则”，变为“给与适当补偿”。但是补偿数额远远低于市场价格。
- 7月18日，何伟、茅于轼、保育钧、晓亮、杜钢建、顾海兵6位教授联名给人大常委会第二次上书。
- 从2003年7月下旬到8月底，陕北当局经一个多月的“攻坚”战斗，宣布：“收回三权工作已经取得全面胜利，98%的油井已结算兑付，95.6%的油老板已和政府签订了补偿兑现协议，高高兴兴领走了补偿金，并到公证处进行了公证。”

## 维权之路
- 2003年7月22日，研讨会组织者之一陕北民企代表冯秉先在北京贵宾楼被榆林市公安人员抓捕。
- 8月19日，中国中央电视台《经济半小时》播出《民企石油如何尴尬离境》。
- 8月26日，民企代表冯秉先在刑事拘留一月、公安机关审查"偷税漏税"未果、被迫做出不上访承诺之后，取保候审。
- 8月31日，何伟等6教授第三次上书人大常委会。
- 2004年5月，陕北民企5名企业家到北京向开达经济学家咨询中心9教授咨询。
- 7月5日，何伟、晓亮、李成勋三位学者和北京博景泓律师事务所朱久虎等5名律师赴陕北靖边县考察。
- 7月6日，靖边县300多名投资人参加法律咨询会，向专家和律师进行法律咨询。
- 7月7日，专家和律师到靖边县青阳岔调查。
- 7月，冯秉先、冯孝元等原石油投资人与何伟、朱久虎等九名学者、律师，认为收回油井"三权"是违法的，侵犯了民营企业的合法权益，决定通过法律途径纠正。北京致远、杰通等4家律师事务所多名律师受靖边部分原石油投资者委托，赴榆林市各产油县进行调查取证，形成了《关于陕西省靖边县民营石油油井被地方政府收回的律师调查报告》。
- 7月13日，陕北民营石油网开通。
- 8月20日，全国民（私）营经济研究会和北京开达经济学家咨询中心在人民大会堂河北厅针对"陕北石油事件"召开"依法行政学习研讨会"。
- 8月27日，陕北民营石油网首次被封。
- 9月29日，陕北石油投资人给陕西省省长贾志邦写信。
- 10月8日，民营石油投资人维权诉讼代表大会在靖边县召开，通过了《靖边县民营石油维权诉讼代表章程》，选举产生了马启明、冯秉先等15名诉讼代表，选举冯孝元为总代表，马启明为总理事。
- 10月18日，靖边县政府为巩固来之不易的"三权"回收成果，开始"息诉罢访"，发布"息诉罢访"工作文件，并派官员到北京活动。
- 10月23日，贾志邦省长调任他职。
- 11月9日，迫于榆林市政府压力，朱久虎律师原供职的北京博景泓律师事务所毁约。
- 11月16日，北京师范大学郭海燕教授到陕北做社会调查，在靖边县做"解读党的十六大精神"报告会，会场被靖边县公安局破坏，郭教授遭到盘查审问。
- 11月21日，针对陕北石油事件，"司法公正与司法独立研讨会"在北京召开，20多位法学家与会发表意见。
- 2004年11月23日，靖边县诉讼代表与北京杰通律师事务所签订委托协议书。
- 2005年3月5日，"两会"期间，陕北民企通过政协常委向温家宝总理递交〈反映陕北石油事件的一封信〉。
- 3月29日，陕北石油民企代表15人在京参加全国民（私）营企业研究会组织主办的"36条"解读报告会。
- 4月8日石油业商会副秘书长刘云喜到陕北考察并举行"36条"解读报告会。
- 4月初，诉讼代表冯秉先等决定向陕北地方政府递交一份诉前对话申请，名为《给李建国、陈德铭诉前对话的一封信》。
- 4月12日，200多名靖边、定边石油投资人到榆林市要求与市政府进行诉前对话，民企代表与王登记市长为首的榆林官员进行了四个小时的座谈。
- 4月14日下午2点，15名靖边县诉讼代表，和靖边县县委县政府、人大政协四套班子在靖边县委办公室进行了对话，但没有结果。
- 4月30日，北京杰通、内蒙古慧聪律师事务所朱久虎等九名律师提交《关于陕西省政府、榆林市政府、靖边县政府违法行政，强行接管民营油井资产律师意见书》和《关于靖边县诉讼主体诉陕西省政府、榆林市政府、靖边县政府行政起诉状》，认为地方政府的行为是动用行政权力超越职权干预合同关系的行政违法行为，应当依法被撤销。
- 5月11日

- 民营企业维权代表300多人聚集在陕西省委门前，向省政府递交《要求与陕西省政府对话书》，向省人大递交《请求人大提起个案监督书》，向省政协递交《请求政协民主监督书》、向省委递交《请求省委责成陕西省各级政府纠正违法行政行为书》，要求和省委省政府进行诉前对话。他们认为：“陕北民营石油案发生始，我们曾多次要求县、市、省进行对话协商，均告失败，最后不得已才选择了法律诉讼的办法。我们不愿对抗，我们希望对话，但各级政府不愿与我们对话，或者认为我们根本不具备对话的资格。现在诉讼在即，我们还是本着发生纠纷的当事人双方首先应协商解决、协商无效再诉诸法律程序的原则，要求和县、市、省政府进行对话协商。”希望在已发生事实情况下，就补偿问题进行协商。
- 从上午10：00到下午2：00，9名石油投资者代表与省委秘书长、省政府秘书长对话，参加对话的还有省石油办、信访、公安部门以及榆林、延安两市县的负责人共30多人。

- 5月12日上午,以榆林市市长王登记为主，政府再次与陕北石油民企代表对话。有参加对话的企业主回忆，这一天榆林市王登记市长明令投资人不许上访和诉讼，如果投资人继续上访，就把领头的人抓起来判刑。
- 5月13日

- 上午，陕北民企投资人离开西安返回各县。
- 少数投资者到省人大递交了《请求人大提起个案监督书》，到省政协递交了《请求政协进行民主监督书》，省人大一位办公室主任和省政协一位副秘书长分别接待了投资人，并约定5月16日由陕北石油民企递交有关陕北石油事件的详细材料。

- 5月14日晚22点，靖边县石油民营企业诉讼总代表冯孝元和陕北石油民企律师办公室工作人员仝宗瑞，在西安下塌的宾馆中突然被榆林市警方带走。当时二人正在准备递交到人大政协的详细材料。
- 5月15日，定边县民企诉讼总代表张万兴被定边警方刑事拘留。同时被拘留的还有靖边县青阳岔油农、诉讼代表王志军，靖边县青阳岔油农袁佩祥。
- 5月20日

- 民营石油企业聘任律师团于和向陕西省高级人民法院递交的《榆林市、靖边、定边两县投资人状告陕西省政府、榆林市政府、靖边、定边两县政府行政起诉状》，被陕西省高院拒绝。
- 5月20日，陕西省三级政府组织人员到京，向北京递交榆林市政府《汇报提纲》。

- 5月25日律师团再次向陕西省高级人民法院递交的《榆林市、靖边、定边两县投资人状告陕西省政府、榆林市政府、靖边、定边两县政府行政起诉状》，再次被拒绝。拒绝的理由：一是该政府行为为抽象行政行为；二是该案件政府正在处理。
- 5月26日凌晨1点左右，陕北石油民企诉讼代理主办律师朱久虎被靖边县警方带走；律师、诉讼代表6人被捕；诉讼代表冯秉先等相关人员出走。 此前，榆林警方还搜查了律师办公室，拿走了材料和设备。
- 5月27日

- 靖边警方向朱久虎正式下达“聚众扰乱社会秩序”和“非法集会”罪名的刑事拘留决定书。
- 在北京友谊宾馆召开"陕北民营企业行政侵权救助策略研讨会"。行政法学权威应松年、张树义等10名学者出具了《法律意见书》，明确指出，陕西省三级政府强行低价征收民企油井是"超越职权的违法行政行为，应予以究正"。

- 6月2日，陕北民营石油网第二次遭到破坏被关闭。
- 6月3日，朱久虎家属委托的两名代理律师专程赴靖边，探望要求被拒绝，警方给出的理由是"涉嫌泄露国家机密"。
- 6月6日上午，朱久虎律师所在的北京杰通律师事务所收到了靖边警方寄来的刑事拘留通知书。
- 6月12日，流亡中的民企代表冯秉先在上海接受凤凰卫视中文台著名主持人曾子墨采访。
- 6月28日，定边县在“坚持以打促整顿，以打促接的原则下”，“采取强硬措施，全面接管油井”；派出的警车与张天渠、店房洼、樊学、姬原等油区的近数千名群众发生10多个小时严重对峙。
- 6月29日凌晨，榆林市派出200多名荷枪实弹的武警与公安人员，当场拘捕12名群众，拖走几十辆汽车，占领油井。
- 7月14日，凤凰中文台"社会能见度"栏目首播《陕北油田之争》。但次日重播迫于"有关部门"压力取消。
- 7月26日，诉讼代表冯秉先在武汉被捕。据冯讲话，他以为对方是CCTV-2"经济与法"栏目刘波。
- 8月9日朱久虎的妻子邢文增收到官方寄来的逮捕通知书，距被捕近三月。
- 8月15日冯秉先之子冯彦伟宣布绝食60小时，以示抗议。
- 8月15日、16日陕北榆林市靖边县、横山县、缓远和延安市安塞四县市的四名投资者在分别到中央相关部委递交就“陕北民营石油事件”致国家相关部委一封信。陈述他们对于陕西三级政府于国家发改委以及国家信访局，两次会议讨论陕北石油事件的不同意见，信件的落款是陕北六万民营石油投资者以及六百多万老区人民。
- 9月19日朱久虎律师被取保候审。由北京律师协会的人陪同朱久虎回到北京。
- 9月20日民营石油企业主冯孝元、王志军和刘廷发获准保外就医。
- 后又有马启明、马成功、孔玉明等主要代表取保候审。
- 2005年9月27日，保外与在押的投资人代表案卷，均已移交检察院。[3][4]

## 在押人员
还有五人在靖边县看守所关押：冯秉先（60岁，内蒙籍）、仝宗瑞（内蒙籍）、任光明、袁佩祥、王志军。

## 当事方的观点与争议
- 民营企业主：开发陕北石油资源的邀约，是由政府主动发出的。民营企业踊跃投资，一是看好利润前景，二是对政府招商引资政策的信任。地方政府主动毁约，强制驱逐民营投资人，对拒不服从者施以暴力，甚至抓捕监禁。让人心寒。
- 地方政府：政府的做法是执行中央的政策，“不这样做，将严重威胁到党的执政地位，若不尽快采取断然措施，就有走向亡党亡国的危险。”[來源請求]

## 结局
2005年9月14日，原本属于延长油矿管理局的8个石油生产机构和陕北各县的14个钻采公司被重组为延长油田股份有限公司，隶属于陕西延长石油（集团）有限责任公司（延长油矿管理局）。